# Benoit Tranquille Berbiguier

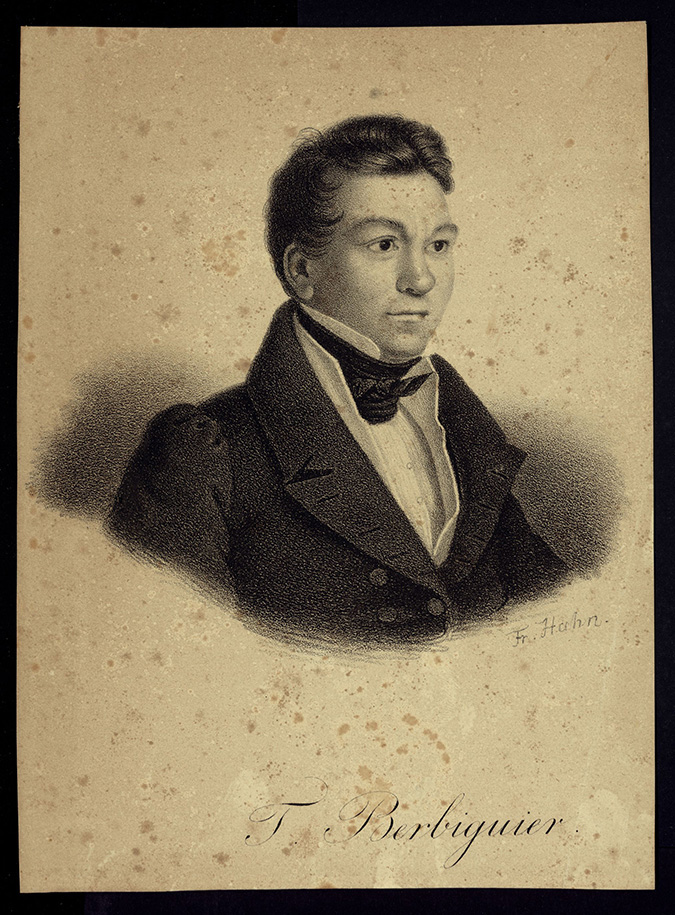
Benoit Tranquille Berbiguier.

Antoine Benoit Tranquille Berbiguier, född den 21 december 1782 i Caderousse i departementet Vaucluse, död den 29 januari 1838 i Pontlevoy, var en fransk flöjtist och tonsättare.
Från början bestämd för juridiska banan, övergav Berbiguier dock denna, för att inträda på den musikaliska. Han upptogs i Pariskonservatoriets flöjtklass, men blev 1813, till följd av ett kejserligt dekret, utskriven till soldat. Berbiguier följde 1815 Ludvig XVIII till Gent, anställd vid hans garde. Han övergav slutligen den militära banan för att i Paris uteslutande leva för konsten. Berbiguier skrev över 200 flöjtkompositioner, bestående av konserter, duor, trior, soli och etyder.